# Fonts baptismaux de Landébia

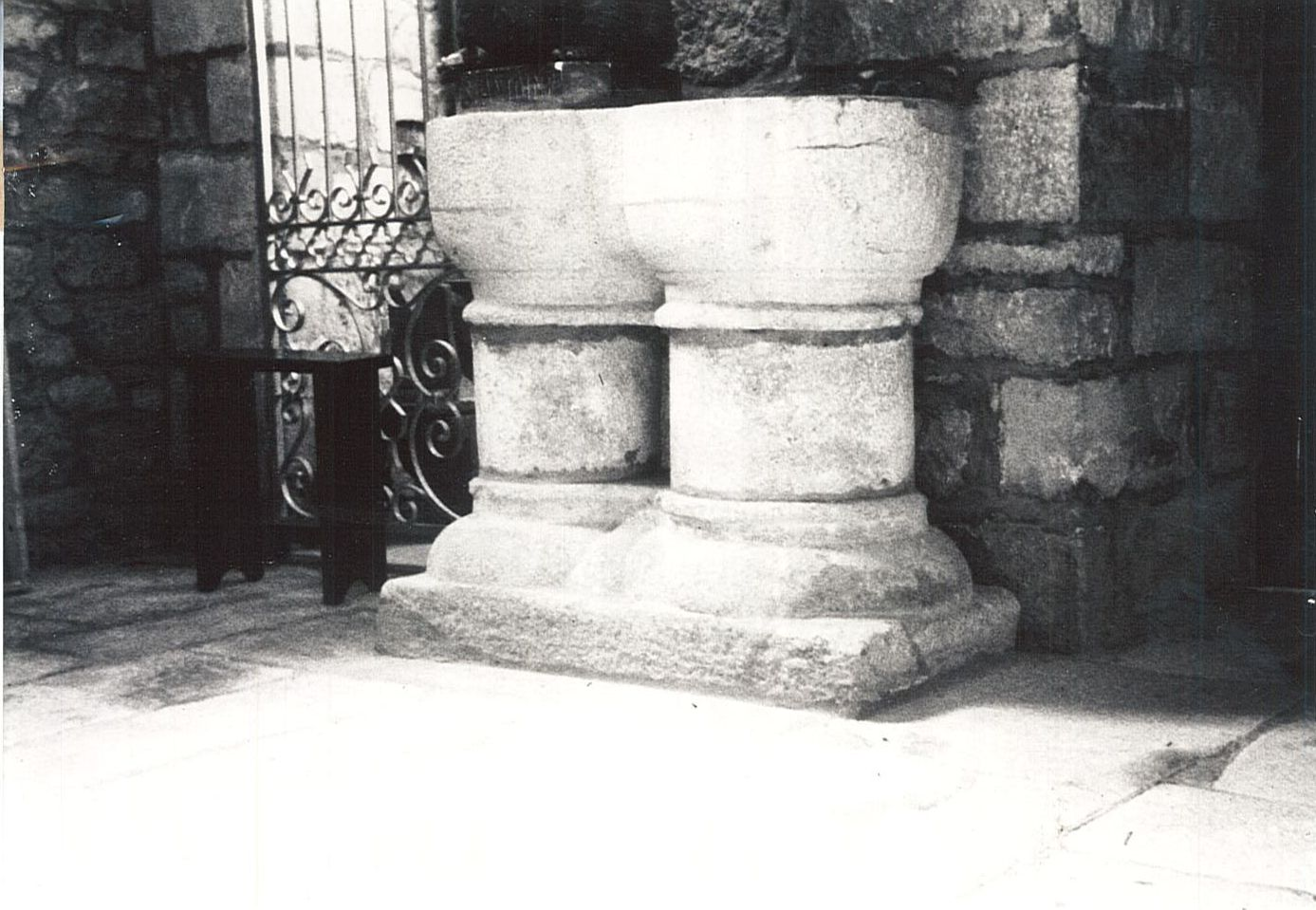
Fonts baptismaux de Landébia

Les fonts baptismaux dans l'église Saint-Éloi à Landébia, une commune du département des Côtes-d'Armor dans la région Bretagne en France, datent du XVIe siècle ou XVIIe siècle. Les fonts baptismaux en granite sont inscrits monuments historiques au titre d'objet depuis le 30 juillet 1980.